# Лудвиг Бек
Лудвиг Август Теодор Бек (на немски: Ludwig August Theodor Beck) е генерал-полковник от Вермахта, взел участие в заговора от 20 юли 1944 г., известен под кодовото име „операция Валкирия“.
Операцията е под ръководството на 37-годишния полковник Клаус Шенк Граф фон Щауфенберг (1907 – 1944) и в същността си представлява опит за държавен преврат след опит за убийство на Адолф Хитлер. Бек е една от ключовите фигури сред заговорниците и в бъдещото правителство е трябвало да получи поста президент.
До 1938 г. е началник-щаб, но подава оставка в знак на протест срещу агресивната политика на Хитлер. На 4 февруари се отказва от поста и препоръчва да бъде заменен от Валтер фон Браухич. Генерал Бек е против аншлуса на Австрия и заграбването на Судетската област от Чехословакия, но не протестира открито. Още при нахлуването в Чехословакия Бек не одобрява политиката на Хитлер и се опитва да убеди фон Браухич, който от своя страна да уговори колективната оставка на Генералния щаб, в случай че инвазията продължи. Браухич остава пасивен.